# Alan Tam

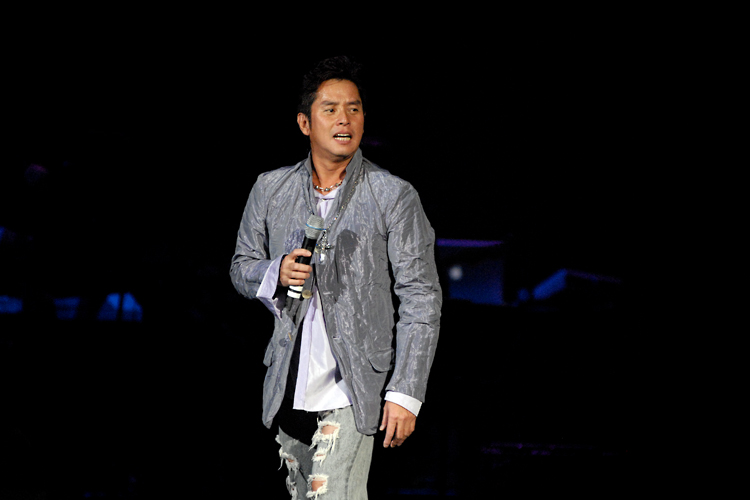
Alan Tam (2006)

Alan Tam Wing-lun (chinesisch 譚詠麟 / 谭咏麟, Pinyin Tán Yǒnglín, Jyutping Taam4 Wing6leon4, kantonesisch Tam Wing-lun; * 23. August 1950 in Hongkong) ist ein chinesischer Schauspieler und Sänger aus Hongkong. Er spielte eine wichtige Rolle bei der Entwicklung des Cantopops.

## Leben
Tam wurde 1950 in Hongkong als Sohn des Fußballspielers Tam Kong Pak (譚江柏) aus Guangzhou geboren, der die Republik China (Taiwan) bei den olympischen Sommerspielen 1936 repräsentierte. Er besuchte in Hongkong die Shau Kei Wan Government Secondary School und die Chi Lin Buddhist Secondary School, bevor er dann in Singapur auf der Ngee Ann Polytechnic Wirtschaftswissenschaft studierte.
1981 heiratete Tam Sally Yeung Kit-mei. Die Ehe blieb kinderlos. 1991 lernte Tam Wendy Chu kennen. Das Paar bekam 1995 einen Sohn. 

## Karriere
Während seiner Schulzeit entwickelte Tam eine Vorliebe für Musik. Gemeinsam mit seinen Freunden gründete er die Band The Wynners (溫拿樂隊). Nachdem die Band aufgelöst worden war, gründete Tam sie 1973 mit Kenny Bee neu. Die Band sang meistens auf Englisch. 1978 hörte die Band auf zu existieren. 1979 veröffentlichte Tam mit „Naughty Boy“ (反斗星) sein erstes Solo-Album. Ein früher Erfolg von ihm war das Lied „Love in Autumn“ (愛在深秋), das erstmals 1984 aufgeführt wurde. Von 1983 bis 1987 gewann Tam mehrere Auszeichnungen und stieg somit zum berühmtesten Superstar-Sänger in Hongkong auf. 1993 veröffentlichte er in Zusammenarbeit mit der koreanischen Sängerin Kim Wan-Sun das Album „My Love“. 1995 hatte er schon mehr als 20 Millionen Alben verkauft. 2003 ging er mit Hacken Lee auf Welttour. Bis 2013 hielt das Duo insgesamt über 100 Konzerte in Ländern wie China, Macau, Taiwan, Japan, Malaysia, Singapur, Australien, Kanada, den Vereinigten Staaten und Großbritannien. 
Neben seiner Karriere als Sänger wurde Tam vor allem als Schauspieler sehr erfolgreich.  So wirkte er unter anderem  an 10 Filmen in Taiwan sowie an dem Film Der rechte Arm der Götter von Jackie Chan mit. Für seine Rolle in dem Film If I Were for Real erhielt er 1981 den Preis für den besten Schauspieler bei dem Golden Horse Film Festival. Mit den Filmen Age of Miracles (1996) und 97 Aces Go Places (1997) beendete Tam seine Karriere als Schauspieler. 2006 feierte er jedoch seinen Comeback in der Liebeskomödie We Are Family (aka Chor lun yau lei chi ngor oi yee ka yan) vom Hongkonger Regisseurduo Clifton Ko und Lo Kim-Wah.
Am 11. Januar 2008 wurde Tam zum achten Präsidenten des Hong Kong Performing Artistes Guild ernannt, einem Verein von darstellenden Künstlern aus Hongkong, wie beispielsweise Sängern, Bühnenkünstlern, Schauspieler o. Ä. Nach dem Erdbeben in Sichuan half Tam beim Aufbau eines Hilfskomitees, das sich um Waisenkindern kümmerte.